# Devo
Devo – amerykański zespół muzyczny powstały w 1972 w Akron w stanie Ohio. Trudny do jednoznacznego sklasyfikowania gatunkowego. Za największy przebój grupy uchodzi utwór „Whip It” z płyty Freedom of Choice (nr 14 na liście Billboard Hot 100). Nagrali m.in. covery utworów „(I Can’t Get No) Satisfaction” zespołu The Rolling Stones oraz „Are You Experienced?” Jimiego Hendriksa (który umieścili na albumie Shout i wydali jako singiel).

## Skład
Najsłynniejszy skład (1976-1985):
- Mark Mothersbaugh
- Gerald V. Casale
- Bob Mothersbaugh („Bob 1”)
- Bob Casale („Bob 2”)
- Alan Myers

Inni członkowie:
- Bob Lewis
- Peter Gregg
- Jim Mothersbaugh
- David Kendrick
- Josh Freese

## Dyskografia
Główne albumy:
- Q: Are We Not Men? A: We Are Devo! (1978)
- Duty Now for the Future (1979)
- Freedom of Choice (1980)
- New Traditionalists (1981)
- Oh, No! It's Devo (1982)
- Shout (1984)
- Total Devo (1988)
- Smooth Noodle Maps (1990)
- Something for Everybody (2010)

Inne albumy:
- Be Stiff EP (1978)
- DEV-O Live (1981) (rozszerzona, limitowana (5000 sztuk) reedycja – 1999)
- E-Z Listening Disc (1987)
- Now It Can Be Told: Devo at the Palace 12/9/88 (1989)
- Adventures of the Smart Patrol (1996)

Kompilacje:
- Greatest Hits (1990)
- Greatest Misses (1990)
- Hardcore Devo, Vol. 1: 1974–1977 (1990)
- Hardcore Devo, Vol. 2: 1974–1977 (1991)
- Devo Live: The Mongoloid Years (1992)
- Hot Potatoes: The Best of Devo (1993)
- Pioneers Who Got Scalped: The Anthology (2000)
- Recombo DNA (2000)
- The Essentials (2002)